# Joseph Ferraccioli
Joseph "Joe" Ferraccioli, in Nord America conosciuto come Joe Ferras (Brantford, 1º  maggio 1966), è un allenatore di hockey su ghiaccio, dirigente sportivo ed ex hockeista su ghiaccio canadese naturalizzato italiano.